# Сестра (пісня)
«Сестра» — пісня гурту «Мері» з третього студійного альбому, вихід якого запланований на 2013 рік. Сама пісня з'явилася у мережах інтернету у 2012 році, як окремок. До пісні був відзнятий відеокліп, автором ідеї та режисером якого виступив Віктор Винник.

## Відео
26 листопада 2012 року з офіційного профілю на YouTube (merigroup) було завантажено офіційний відеокліп. Це було перше відео з третього альбому. На відео показано гурт Мері, що грає на порожній сцені зі слабким освітленням. Основна увага прикута до Віктора Винника, який виступив у даній пісні героєм, що пише листа своїй сестрі. Головною ідеєю пісні є патріотичне ставлення до Батьківщини та розуміння того, що до неї ставляться з неповагою як у світі, так і всередині країни. Також однією з основних ідей є те, що яким би не було становище в країні, але потрібно цінувати своїх рідних.